# Thunbergia pynaertii
Thunbergia pynaertii är en akantusväxtart som beskrevs av De Wild.. Thunbergia pynaertii ingår i släktet thunbergior, och familjen akantusväxter. Inga underarter finns listade i Catalogue of Life.